# Revisions (Serie anime)
Revisions (リヴィジョンズ Rivijonzu?, lit. Revisiones) es un anime que fue dirigido por Goro Taniguchi y animado por el estudio Shirogumi.  La serie se emitió del 10 de enero al 28 de marzo de 2019 en el bloque de programación +Ultra de Fuji TV.

## Argumento
Daisuke Dojima es un estudiante que estuvo secuestrado cuando era un niño. Ahora, Daisuke y sus amigos están implicados en uno de los extraños acontecimientos denominados "El traslado de Shibuya", por el cual viajan, junto a la población del distrito, 300 años al futuro. Allí tendrán que enfrentarse a unos monstruos conocidos como civils, quedando en el medio del conflicto entre unas enigmáticas organizaciones  "Ra" y "Revision". Juntos intentarán sobrevivir y recuperar su presente.

## Personajes
Daisuke Dojima
Expresado por: Kōki Uchiyama
Milo
Expresado por: Mikako Komatsu
Chang Gai Steiner
Expresado por: Nobunaga Shimazaki
Chang Lu Steiner
Expresado por: Rie Takahashi
Marin Temari
Expresado por: Manaka Iwami
Keisaku Asano
Expresado por: Soma Saitō
Chiharu Isurugi
Expresado por: Yōko Hikasa
Mukyū Isurugi
Expresado por: Yukari Tamura
Nicolás Satō
Expresado por: Hōchū Ōtsuka
Mikio Dōjima
Expresado por: Takahiro Sakurai
Yumiko Yazawa
Expresado por: Aya Endō
Ryōhei Kuroiwa
Expresado por: Masaki Terasoma
Seiichirō Muta
Expresado por: Nobuo Tobita
Kanae Izumi
Expresado por: Yuka Terasaki
Doblaje para Hispanoamérica
Daisuke Dojima: Arturo Castañeda
Milo: Lourdes Arruti
Chang Gai Steiner: Alan Bravo
Chang Lu Steiner: Erika Ugalde 
Marin Temari: Andrea Orozco 
Keisaku Asano: Miguel Angel Ruiz 
Chiharu Isurugi: Marisol Romero  
Mukyū Isurugi: Andrea Arruti  
Nicolás Sato: Ricardo Méndez 

## Producción
Fuji TV anunció la serie durante una transmisión en marzo de 2018.  La serie será dirigida por Gorō Taniguchi y escrita por Makoto Fukami y Taichi Hashimoto, con animación por el estudio Shirogumi. Los diseños de personaje para la serie estarán realizados por Sunao Chikaoka y adaptados para animación CGI por Jun Shirai.  Kazuhiko Takahashi servirá como director de fotografía, Takamitsu Hirakawa es el futuro director CGI para la serie, Jin Aketagawa es el director de sonido, Akari Saitō el editor, y Azusa Kikuchi compondrá la música para el anime. El personal también incluye Yōhei Arai (diseño de mechas), Makoto Shirata (artista de concepto), Yutaka Ōnishi (director de pintura), Ryū Sakamoto (arte, encuadre), y Akemi Nagao (diseño de color). La banda "The Oral Cigarettes" se encargará del tema de apertura titulado "Wagamama de Gomakasanaide."

## Lanzamiento
La serie estrenará en Fuji TV el 9 de enero de 2019. Además Netflix transmitirá el anime en todo el mundo.